# Schefflera velutina
Schefflera velutina är en araliaväxtart som beskrevs av José Cuatrecasas. Schefflera velutina ingår i släktet Schefflera och familjen araliaväxter.
Artens utbredningsområde är Colombia. Inga underarter finns listade.